# Budapesti 18. sz. országgyűlési egyéni választókerület
A budapesti 18. sz. országgyűlési egyéni választókerület egyike annak a 106 választókerületnek, amelyre a 2011. évi CCIII. törvény Magyarország területét felosztja, és amelyben a választópolgárok egy-egy országgyűlési képviselőt választhatnak. A választókerület nevének szabványos rövidítése: Budapest 18. OEVK. Székhelye: Budapest XXII. kerülete 

## Területe
A választókerületet az alábbiak szerint határozza meg a törvény:
1. A XI. kerület választókerülethez tartozó része: A Duna középvonalára merőlegesen az Összekötő vasúti híd középpontjáról kiindulva a MÁV vasútvonalán nyugati irányban halad (a Dombóvári út és a Sárbogárdi úttal párhuzamosan) a Mohai útig, a Mohai út páros házszámozású oldalán haladva a Mérnök utcáig, a Mérnök utca páratlan házszámozású oldalán a Petzvál József utcáig, a Petzvál József utca páros házszámozású oldalán az Etele útig, az Etele út középvonalán a Tétényi útig, a Tétényi úttól pedig az Etele út páros házszámozású oldalának vonalában az Etele térig, az Etele tér északi oldalán a Kelenföldi pályaudvarig, majd a MÁV vasútvonal vonalán déli, majd nyugati irányban Budaörs felé a városhatárig, onnan a régi fővárosi határvonalon halad, a Kamaraerdőt megkerüli, a Kamaraerdő déli határán halad a Kamaraerdei úton a Balatoni műútig, ezen, majd tovább kissé északkelet felé a Péterhegyi úton a kelenvölgyi Ringló útig, és ezen, majd a Méhész utcán át a MÁV vasútvonalig, a vasútvonal keleti oldalán a Duna utcáig, ezen, majd ennek folytatásában a Duna középvonaláig, s a középvonalon a kiindulási pontig körbezárt terület.
2. A XXII. kerület teljes területe, amelynek határa: A Duna középvonalától a Duna utcán halad a MÁV vasútvonalig, a MÁV vasútvonal mentén a Méhész utcáig, a Méhész utcán a kelenvölgyi Ringló útig, a Ringló úton a Horogszegi határsorig, a Horogszegi határsoron a Honfoglalás útig, a Honfoglalás úttól a Vöröskúti határsoron halad a Kőérberki útig, a Kőérberki úttól a Háros úton a Kamaraerdei útig, a Kamaraerdei út mentén az ingatlanok határán halad a Balatoni úttól a Tétényi fennsík területén, a 239904/2 és 239906 hrsz.-ok határán éri el a Kamaraerdei utat, a Kamaraerdei úttól a 239912 hrsz. határán éri el Budaörs–Budapest és egyben Nagytétény határát, innen a fővárosi és nagytétényi határvonalon halad tovább a Duna főágának középvonaláig, és ezen a kiindulási pontig.

## Országgyűlési képviselője
| Név             | Párt | Párt           | Terminus    | Megjegyzés                                   |
| --------------- | ---- | -------------- | ----------- | -------------------------------------------- |
| Szabolcs Attila |      | Fidesz-KDNP    | 2014 – 2018 | A 2014-es országgyűlési választás eredménye: |
| Molnár Gyula    |      | MSZP/Független | 2018 – 2022 | A 2018-as országgyűlési választás eredménye: |
| Tóth Endre      |      | Momentum       | 2022 –      | A 2022-es országgyűlési választás eredménye: |

## Demográfiai profilja
| Iskolai végzettség                | Iskolai végzettség               | Iskolai végzettség | Iskolai végzettség | Iskolai végzettség |
| --------------------------------- | -------------------------------- | ------------------ | ------------------ | ------------------ |
|                                   |                                  |                    |                    | fő                 |
| Általános iskolát nem végezte el  | Általános iskolát nem végezte el |                    | 907                | 907                |
| Általános iskola                  | Általános iskola                 |                    | 8009               | 8009               |
| Szakmunkás                        | Szakmunkás                       |                    | 8735               | 8735               |
| Érettségi                         | Érettségi                        |                    | 31084              | 31084              |
| Diploma                           | Diploma                          |                    | 37632              | 37632              |
| A 2022. évi népszámlálás szerint. |                                  |                    |                    |                    |

A budapesti 18. sz. választókerület lakónépessége 2022. október 1-jén 104 419 fő volt. A 2011-es és a 2022-es népszámlálás között 3099 fővel nőtt a választókerület lakosság száma. A választókerületben a korösszetétel alapján a legtöbben a középkorúak élnek 35 329 fővel, míg a legkevesebben a gyermekek 18 052 fővel. A választókerület lakosságának a 90,6%-nál van internet elérési lehetőség.
A legmagasabb befejezett iskolai végzettség szerint a diplomával rendelkezők élnek a legtöbben 37 632 fő, utánuk a következő nagy csoport az érettségizettek 31 084 fővel.
Gazdasági aktivitás szerint a lakosság több mint a fele foglalkoztatott 55 528 fő, második legjelentősebb csoport az inaktív keresők, akik főleg nyugdíjasok 21 332 fővel.
A választókerület legjelentősebb nemzetiségi csoportja a német 912 fő, illetve a cigány 458 fő. Magyar állampolgársággal nem rendelkező külföldi állampolgárok aránya 2,6%.
Vallási összetétel szerint a választókerületben lakók legnagyobb vallása a római katolikus (23 222 fő), valamint jelentős közösség még a reformátusok (6885 fő). A vallási közösséghez nem tartozók száma szintén jelentős (15 399 fő), a választókerületben a második legnagyobb csoport a római katolikus vallás után.

## Országgyűlési választások
| Párt                                                            | Párt                      | Jelölt                 | Szavazatok | %     | ± %  |
| --------------------------------------------------------------- | ------------------------- | ---------------------- | ---------- | ----- | ---- |
|                                                                 | Egységben Magyarországért | Tóth Endre             | 28 964     | 48,47 | 9,22 |
|                                                                 | Fidesz-KDNP               | Németh Zsolt           | 25 120     | 42,03 | 1,97 |
|                                                                 | Mi Hazánk                 | Esze Tamás             | 2531       | 4,24  | Új   |
|                                                                 | MKKP                      | Ozsvát Attila          | 2019       | 3,38  | 1,36 |
|                                                                 | MEMO                      | Papp Zoltán            | 613        | 1,03  | Új   |
|                                                                 | Normális Párt             | Szabó Gábor Dániel     | 425        | 0,71  | Új   |
|                                                                 | Munkáspárt-ISZOMM         | Schlenk Richárd        | 89         | 0,15  | Új   |
| Megjelent                                                       | Megjelent                 | Megjelent              | 60 456     | 78,39 | 0,01 |
| Választópolgárok száma                                          | Választópolgárok száma    | Választópolgárok száma | 77 117     | 100   | 0,55 |
| A Momentum az ellenzéki összefogás részeként tartja a körzetet. |                           |                        |            |       |      |

| Párt                                                    | Párt                   | Jelölt                 | Szavazatok | %     | ± %  |
| ------------------------------------------------------- | ---------------------- | ---------------------- | ---------- | ----- | ---- |
|                                                         | MSZP-Párbeszéd         | Molnár Gyula           | 24 983     | 41,45 | 4,59 |
|                                                         | Fidesz-KDNP            | Németh Zsolt           | 24 144     | 40,06 | 1,58 |
|                                                         | Jobbik                 | Dr. Staudt Gábor       | 5525       | 9,17  | 3,01 |
|                                                         | LMP                    | Pitz Dániel            | 2556       | 4,24  | 2,23 |
|                                                         | Momentum               | Orosz Anna             | 1703       | 2,83  | Új   |
|                                                         | MKKP                   | Hotz Antal             | 1220       | 2,02  | Új   |
|                                                         | Egyéb pártok           |                        | 145        | 0,24  | 2,2  |
| Megjelent                                               | Megjelent              | Megjelent              | 60 798     | 78,4  | 6,63 |
| Választópolgárok száma                                  | Választópolgárok száma | Választópolgárok száma | 77 546     | 100   | 1,04 |
| Az MSZP-Párbeszéd elnyeri a körzetet a Fidesz-KDNP-től. |                        |                        |            |       |      |

| Párt                                | Párt                   | Jelölt                 | Szavazatok | %     |
| ----------------------------------- | ---------------------- | ---------------------- | ---------- | ----- |
|                                     | Fidesz-KDNP            | Szabolcs Attila        | 23 189     | 41,64 |
|                                     | Összefogás             | Somfai Ágnes           | 20 523     | 36,86 |
|                                     | Jobbik                 | Dr. Staudt Gábor       | 6784       | 12,18 |
|                                     | LMP                    | Gecsei-Tóth Andrea     | 3601       | 6,47  |
|                                     | Szociáldemokraták      | Freisz-Horváth Éva     | 229        | 0,41  |
|                                     | Egyéb pártok           |                        | 1359       | 2,44  |
| Megjelent                           | Megjelent              | Megjelent              | 56 242     | 71,77 |
| Választópolgárok száma              | Választópolgárok száma | Választópolgárok száma | 78 362     | 100   |
| A Fidesz-KDNP nyeri meg a körzetet. |                        |                        |            |       |

## Ellenzéki előválasztás – 2021
| Frakció                          | Frakció         | Jelölő szervezetek          | Jelölt          | Szavazatok | %     |
| -------------------------------- | --------------- | --------------------------- | --------------- | ---------- | ----- |
| Momentum                         |                 | Momentum, Jobbik, MMM, ÚVNP | Tóth Endre      | 5694       | 50,19 |
| DK                               |                 | DK, Liberálisok             | Molnár Gyula    | 5651       | 49,81 |
| Összes szavazat                  | Összes szavazat | Összes szavazat             | Összes szavazat | 11 345     | 100   |
| Tóth Endre nyeri meg a körzetet. |                 |                             |                 |            |       |